# 福井関数
福井関数(ふくいかんすう、英: Fukui function)あるいはフロンティア関数は、全電子数の微小変化あたりのフロンティア軌道の電子密度の変化を表す関数で、計算化学の分野で用いられる。  縮合福井関数や縮合反応性指標も同様の概念であるが、これらは3次元空間内の1点ではなく、分子内の１つの原子に対して適用されるものである。
福井関数により、密度汎関数法を用いて、分子中の最も求電子性あるいは求核性の活性点を明らかにできる。

## 背景
福井関数はフロンティア軌道理論で知られる福井謙一にちなんで命名された。 福井関数はこのフロンティア軌道、すなわちHOMOおよびLUMOを記述する関数である。フロンティア軌道理論では、求核性の分子がHOMOを攻撃し、同様に余剰な電子はLUMOを攻撃するという傾向について議論している。福井関数はこの議論にある程度関連している。

## 計算方法
ほとんどの化学反応は電子密度の変化を伴う。福井関数は、全電子数が変化した際の、分子中のある一点の電子密度変化を示す。福井関数は数学的には以下のように表せる。
{\displaystyle f(r)={\frac {\partial \rho ({\textbf {r}})}{\partial N_{\text{electron}}}}}.
福井関数は、電子数の変化を有限とすると、次に示す2通りの形式で表される。形式は電子を付加するか取り去るかで異なってくる。分子に電子を付加する場合の福井関数は次のようになる。
{\displaystyle f_{+}(r)=\rho _{N+1}({\textbf {r}})-\rho _{N}({\textbf {r}})}.
一方、分子から電子を取り去る場合の福井関数は次式の通りである。
{\displaystyle f_{-}(r)=\rho _{N}({\textbf {r}})-\rho _{N-1}({\textbf {r}})}.
{\displaystyle f_{+}}は求核性反応の始状態を表し、{\displaystyle f_{-}}は求電子性反応の始状態を表す。反応は{\displaystyle f_{\pm }}の値が大きくなるような箇所で進行する。すなわち、福井関数によって、電子密度による求核性および求電子性への影響が分かる。

## 応用
福井関数は他の分子に対する反応性を決定するのに利用できる。例えば、ナノ粒子表面におけるCO分子の吸着前後の福井関数の差をとることで、ナノ粒子の反応性を解釈できる。このような解析により、単一のナノ粒子とCO分子との反応性を議論するだけでなく、他の種類のナノ粒子（例: コアシェル型ナノ粒子) とその反応性を比較することもできる。
福井関数は局所的な柔らかさに関係していることが明らかになった。この性質により、リガンドのドッキング、活性部位、フォールディングに関わる研究への活用が可能になった。